# 西原寛一
西原 寛一（にしはら かんいち、1899年8月2日 - 1976年2月29日）は、日本の法学者。専門は商法。関西学院大学教授。

## 概略
日本を代表する商法学者。第六高等学校時代の恩師であり法哲学者であった三谷隆正の紹介で、田中耕太郎に師事する。その最大の功績は「商法企業法論」の確立である。また大阪市立大学法文学部（現在は法学部と文学部に分離）や神戸学院大学法学部の創設にも関与している。妻はアララギ派の歌人である西原須磨。親族に法学者が多く、民法学者の西原道雄は息子、刑法学者の西原春夫は親戚である。

## 「商法企業法論」について
商法企業法論とは、実質的意義の商法を、企業に特有の生活関係を対象とする私法と考え、体系化する立場である。
京城帝国大学赴任当時、実質的意義の商法をどう定義するかに関しては、師である田中耕太郎博士が提唱した商的色彩論が通説であった。しかし、西原はスイス留学時代に知遇を得たバーゼル大学教授・カール・ヴィーラントの影響を受け、「商法企業法論」を発表。これによって商的色彩論を克服した。
商法企業法論は現在、日本商法学における圧倒的通説（定説）となっている。

## 略歴
- 1899年（明治32年）：香川県に生まれる。
- 1926年（大正15年）：東京帝国大学法学部を卒業し、大蔵省銀行局に勤務。
- 1928年（昭和3年）：田中耕太郎の推薦により京城帝国大学法文学部助教授となる[1]。
- 1930年（昭和5年）2月：ドイツ、スイス、イギリス、およびアメリカへ留学
- 1932年（昭和7年）4月：帰国。
- 1933年（昭和8年）：京城帝国大学教授に就任[1]。論文『商法の発展と日商人の地位--特に企業に関連して』（法学協会雑誌51巻5号-6号）にて「商法企業法論」を発表。
- 1946年（昭和21年）：大阪商科大学教授
- 1949年（昭和24年）：法学博士取得[1]
- 1963年（昭和38年）：関西学院大学教授
- 1976年（昭和51年）：死去。

## 主な著作
- 『商法学』（岩波書店、1965年）
- 『金融法』（有斐閣、1968年）
- 『商行為法』（有斐閣、1973年）ISBN 464100529X
- 『書斎とその周辺』（大阪市立大学法学会、1982年）